# Rana sauteri
Espèce
Synonymes
- Pseudoamolops sauteri (Boulenger, 1909)
- Rana multidenticulata Chou & Lin, 1997

Statut de conservation UICN

 EN B1ab(iii) : En danger
Rana sauteri est une espèce d'amphibiens de la famille des Ranidae.

## Répartition
Cette espèce est endémique de Taïwan. Elle se rencontre entre 170 et 500 m d'altitude.

## Description
Rana sauteri mesure environ 60 mm. Son dos est gris pâle ou brun gris, soit uniforme, soit avec de petites taches noires ou brunes.

## Étymologie
Cette espèce est nommée en l'honneur de Hans Sauter (1871–1943).

## Publications originales
- Boulenger, 1909 : Descriptions of Four new Frogs and a new Snake discovered by Mr. H. Sauter in Formosa. Annals and Magazine of Natural History, sér. 8, vol. 4, p. 492-495 (texte intégral).
- Chou & Lin, 1997 : Description of a new species, Rana multidenticulata (Anura: Ranidae), from Taiwan. Zoological Studies, vol. 36, p. 222-229.